# Linia kolejowa Rabkor – Staruszki
Linia kolejowa Rabkor – Staruszki – zlikwidowana linia kolejowa łącząca stację Rabkor ze mijanką Staruszki.
Współcześnie trasa jej przebiegu znajduje się na Białorusi, w obwodzie homelskim. W okresie funkcjonowania linia leżała w Związku Sowieckim. Na całej długości była niezelektryfikowana i jednotorowa.

## Historia
Linia kolejowa Bobrujsk – Staruszki powstała w latach 30. XX w. Łączyła ona linię Mińsk – Homel z linią z Kalinkowicz do przejścia granicznego z Polską w Żytkowiczach. W wyniku działań wojennych II wojny światowej linia została poważnie uszkodzona. Po wojnie postanowiono nie odbudowywać jej odcinka Staruszki – Rabkor, czyniąc Rabkor stacją krańcową.